# Cordón micelial

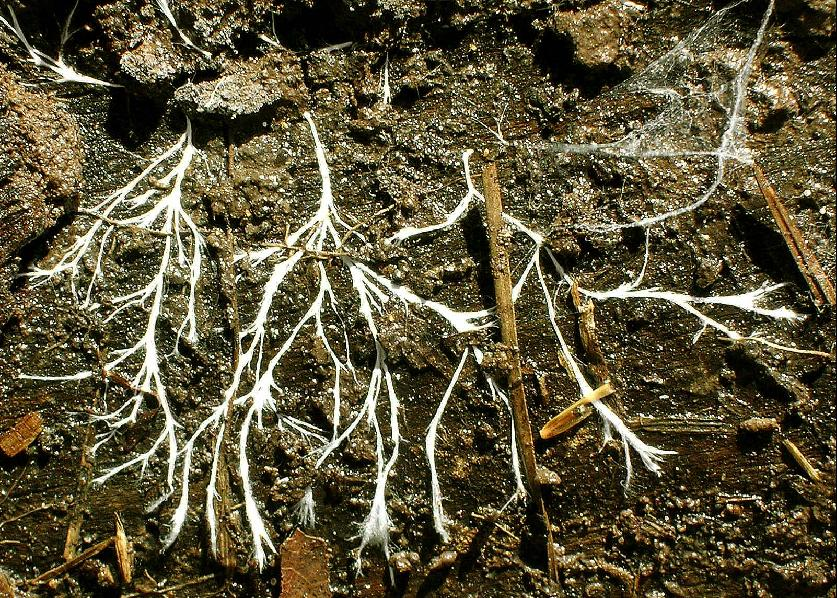
Los cordones miceliales encontrados debajo de un tronco podrido

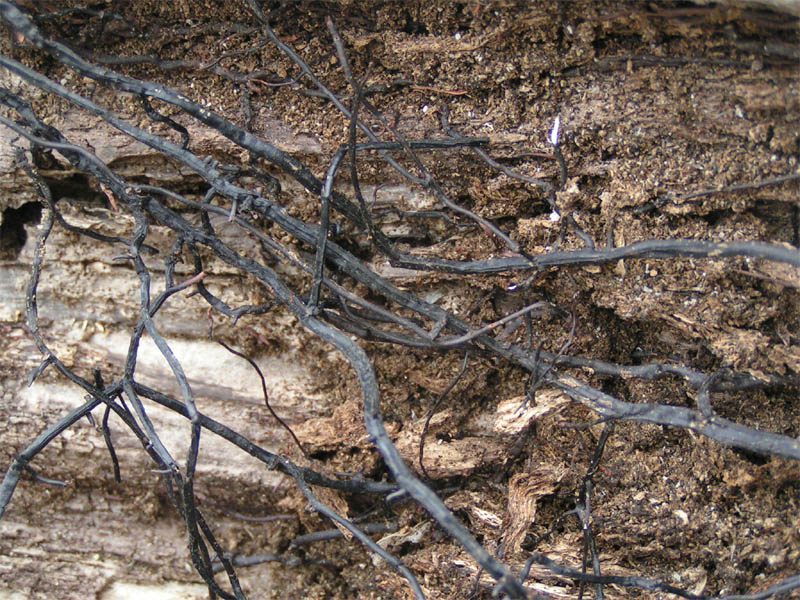
Cordones Armillaria

Los cordones miceliales o cordón de micelios de los hongos son agregaciones lineales de hifas orientadas en paralelo. Los cordones maduros se componen de hifas vasculares anchas y vacías rodeadas por hifas de revestimiento más estrechas. Los cordones pueden tener un aspecto similar a las raíces de las plantas, y también frecuentemente tienen funciones similares; por lo tanto, también se les llama rizomorfos (literalmente, "formas de raíz").
Los cordones de micelios son capaces de conducir nutrientes a largas distancias. Por ejemplo, pueden transferir nutrientes a un cuerpo fructífero en desarrollo, o permitir que los hongos podridos de la madera crezcan a través del suelo desde una base de alimentos establecida en busca de nuevas fuentes de alimentos. Para los hongos parásitos, pueden ayudar a propagar la infección al crecer de grupos establecidos a partes no infectadas. Las cuerdas de algunos hongos que se pudren la madera (como Serpula lacrymans) pueden ser capaces de penetrar la mampostería.
El mecanismo de la formación del cordón de micelios aún no se comprende con precisión. Los modelos matemáticos sugieren que algunos campos o gradientes de químicos de señalización, paralelos al eje del cordón, pueden estar involucrados.
Los rizomorfos pueden crecer hasta 9 m de longitud y 5 mm de diámetro.

## Rizomorfo

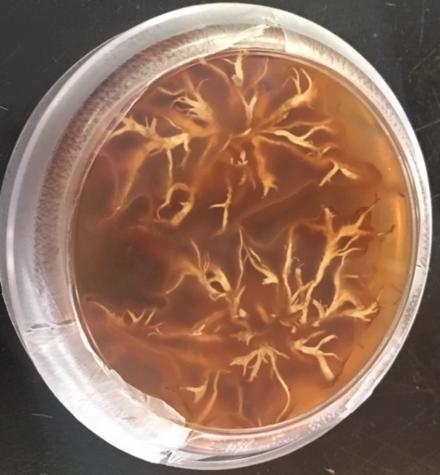
Rizomorfos no deslanados de Desarmillaria tabescens en medio de extracto de levadura de malta

Los rizomorfos son una adaptación morfológica especial de estructuras en forma de raíz que se encuentran en los hongos. Estas estructuras en forma de raíz se componen de hifas orientadas en paralelo que se pueden encontrar en varias especies de caries basidiomiceto ectomicorrícico y en hongos ascomicetos. Los rizomorfos pueden facilitar la colonización de algunos hongos de podredumbre seca, como Serpula lacrymans y Meruliporia incrassata, y causar daños a los hogares en Europa y América del Norte, respectivamente, al descomponer la madera. Otro género que está muy bien estudiado por su abundancia de producción de rizomorfos es Armillaria, con algunas especies como patógenos y otras como saprótrofos de árboles y arbustos.
Conocidos por su papel en facilitar la propagación y colonización de hongos en el medio ambiente, los rizomorfos son los órganos más complejos producidos por hongos. Están formados por hifas altamente especializadas que son diferentes en tamaño, orientación y función. Los hongos que poseen estas estructuras pueden competir y crecer en condiciones difíciles.
Los rizomorfos a veces se llaman cordones miceliales, aunque son estructuralmente diferentes; los cordones miceliales son menos complejos y tienen una red floja de hifas que dan la apariencia de una estera en forma de abanico. Mientras que los rizomorfos son órganos más complejos que tienen puntas de crecimiento apicalmente dominantes. Superficies resistentes al agua y pueden transportar oxígeno. Los rizomorfos y los cordones miceliales funcionan en el transporte de nutrientes, absorción de agua, translocación y colonización de sustratos.

### Desarrollo y morfología de rizomorfos
El desarrollo de rizomorfos comienza con un talo sumergido que produce micelio (hifas de biomasa) que cuando se priva de nutrientes y se expone al aumento de oxígeno, se produce morfogénesis que da lugar a pseudo o microsclerotia (estructuras de supervivencia de algunos hongos), que preceden al desarrollo de rizomorfos. Las concentraciones de oxígeno juegan un papel importante en la producción de rizomorfos. Cuando hay una alta concentración de oxígeno en la atmósfera, humedad del suelo, temperatura y pH, la producción de rizomorfos aumenta.
Los rizomorfos contienen cuatro tipos de tejidos diferenciados
1. Las capas externas son un punto de crecimiento compacto que forma el mucílago
2. La pared melanizada que sirve como protección contra la colonización por otros microorganismos (bacterias u hongos)
3. La médula que sirve para la conducción de agua y disuelve nutrientes.
4. La línea central utilizada como canal de conducción de aire.[6]

Los rizomorfos pueden ser de tipo cilíndrico o plano, y melanizados o no, respectivamente. El tipo plano no melanizado es más común debajo de la corteza de los árboles y el rizomorfo cilíndrico melanizado se puede encontrar en los sistemas de raíces de los árboles. Por ejemplo, las especies de Armillaria forman rizomorfos melanizados (oscuros o marrones debido a la formación de melanina) en la naturaleza con la excepción de Desarmillaria tabescens (anteriormente, Armillaria tabescens) que produce rizomorfos no melanizados en cultivo.

### Función
Los rizomorfos actúan como un sistema de absorción subterránea y estructuras de crecimiento que invaden y descomponen las raíces y la madera. Pueden acceder a lugares donde los recursos alimenticios no están disponibles, dando ciertas ventajas a los hongos que los producen en términos de competencia. Actúan como una extensión del cuerpo fúngico y permiten que el hongo infecte, disemine y sobreviva durante largos períodos de tiempo. Los rizomorfos se componen de una médula y una línea central que son responsables del transporte de agua, nutrientes y gas. El transporte de oxígeno se produce desde la base de los rizomorfos hasta la parte terminal en crecimiento (puntas). Los rizomorfos que viven en condiciones de oxígeno libre pueden absorber y transportar nutrientes.

## Evolución de rizomorfos en especies de Armillaria
El género Armillaria es un género formador de hongos bien estudiado y ampliamente distribuido con producción de rizomorfos abundante en la mayoría de las especies. Una de las características morfológicas más comunes para el género es la presencia de un anillo, que es una estructura en forma de anillo en el tallo del cuerpo fructífero, con excepción de la especie Desarmillaria tabescens. Se sabe que esta especie produce rizomorfos no melanizados in vitro, pero no los produce en la naturaleza. En un estudio de ambiente controlado con altos niveles de oxígeno y contenido de humedad del suelo saturado, la especie Desarmillaria produce rizomorfos melanizados. Sin embargo, estas dos condiciones son difíciles de encontrar en el clima de hoy y podrían explicar la falta de rizomorfos melanizados en la naturaleza y podrían ser un arrastre de períodos evolutivos anteriores.
Los rasgos de rizomorfo se pueden encontrar en todas las especies de Armillaria, así como en otros hongos, pero parece que las especies divergidas más recientemente están adaptadas para formar rizomorfos melanizados. La melanina en los rizomorfos es conocida por la absorción de iones metálicos del suelo y se puede encontrar en diferentes estructuras, como esporas y paredes celulares de hongos, entre otros. Las funciones de la melanina también incluyen la protección contra la radiación UV y el estrés por humedad. Por lo tanto, la producción de melanina ayuda a la longevidad y la supervivencia de los rizomorfos en el suelo.